# Бритни Амбър
Бритни Амбър (на английски: Britney Amber) е американска порнографска актриса, родена на 10 ноември 1986 г. в град Банинг, щата Калифорния, САЩ.
Дебютира като актриса в порнографската индустрия през 2008 г.
Участва във видеоклипа на песента „Girls Don't Like Short Men“ на рапъра Rapper Consonance.

## Награди и номинации
- 2013: NightMoves награда за най-добра изпълнителка (избор на авторите).[4][5]
- 2014: Номинация за AVN награда за невъзпята звезда на годината.[5]
- 2014: Номинация за AVN награда за най-добри гърди (награда на феновете).[5]
- 2014: Номинация за XBIZ награда за най-добра актриса – „Бодлива тел“.[5]
- 2015: NightMoves награда за най-добри гърди (избор на феновете).[6]